# Caleta El Manzano
Caleta El Manzano es una localidad costera del sur de Chile ubicada en la comuna de Hualaihué, Región de los Lagos. Se encuentra 80 km al sur de Puerto Montt. Según el censo de 2017 cuenta con 398 habitantes.
Se encuentra aledaña a la Carretera Austral, a 23 km de la capital comunal Hornopirén, También está a 4 km de El Varal, a 7 km de El Cisne, a 8 km de Caleta Pichicolo, y a 34 km de Contao.
La localidad se vio afectada por la crecida del estero en mayo de 2015.
En 2017, pescadores artesanales de la caleta iniciaron un proyecto piloto de adaptación al cambio climático, desarrollado por la Subsecretaría de Pesca y Acuicultura. En el marco de este programa, en enero de 2020 se lanzó una ruta turística que realza el patrimonio cultural y natural del sector.